# Tramlijn 3a (Île-de-France)
Lijn 3a van de tram van Île-de-France, vaker T3a genoemd, is een tramlijn in Parijs. De tramlijn vormt samen met lijn T3b een ringlijn over een groot deel van de Boulevards des Maréchaux, een aantal wegen die samen een ringweg vormen parallel aan de Peripherique. De lijnen zijn exploitief gescheiden, te Porte de Vincennes bestaat een aansluiting tussen de beide lijnen. De lijnen staan door hun route over de Boulevards des Maréchaux ook wel bekend als Tramway des Maréchaux.

## Geschiedenis

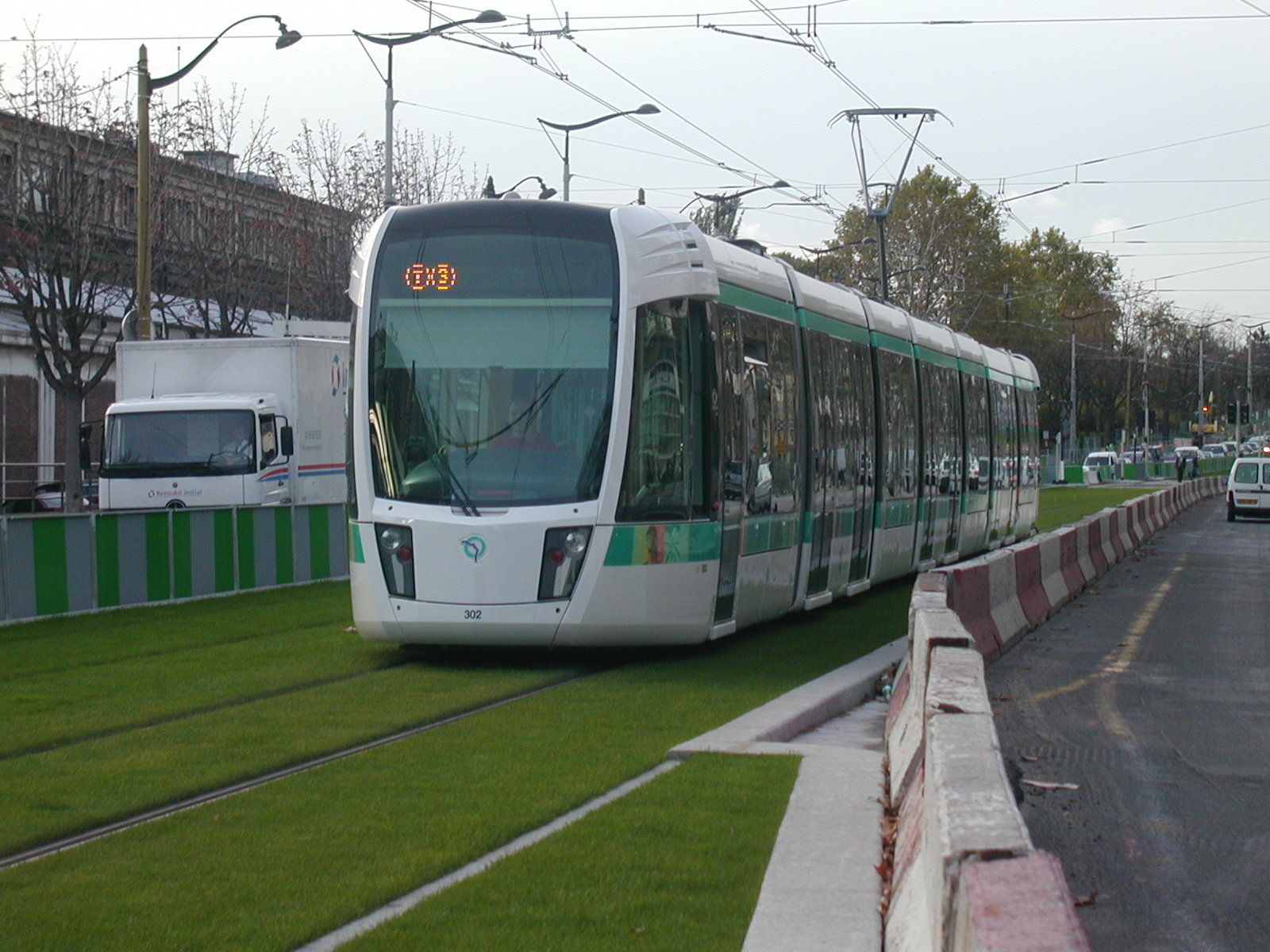
Citadis 402 in de testfase

Nadat bij de buslijnen, die over de Boulevards des Maréchaux lopen, capaciteitsproblemen begonnen op te treden, begon men in 2000 te werken aan plannen om de vervoerscapaciteit te verhogen. In eerste instantie wilde men een buslijn, aangezien een tramlijn controversieel was en nog steeds is in dit gedeelte van Parijs: een tramlijn zou de nu al te smalle boulevards nog meer versmallen. Daarnaast is er de vlakbijgelegen buitengebruik geraakte ringspoorweg, Ligne de Petite Ceinture, die gemakkelijk omgebouwd had kunnen worden tot een tramlijn. Ook zou de doorstroming bij de kruisingen tussen trambaan en weg flink verslechteren. Maar toch werd de tramlijn aangelegd: de gemeente Parijs maakte gebruik van de kans om gelijk het stratenpatroon te wijzigen, waardoor de doorstroming zou verbeteren. De bouw begon in 2004 met het aanleggen van de fundamenten. Lijn 3 kon geopend worden op 16 december 2006.
Op 15 december 2012 opende de uitbreiding naar het (noord)oosten richting Porte de la Chapelle, met 22 nieuwe stations. Na voltooiing van deze uitbreiding werd de lijn in twee delen geknipt (Pont du Garigliano - Porte de Vincennes en Porte de Vincennes - Porte de La Chapelle) om grote vertragingen te voorkomen. Het gedeelte tussen Pont du Garigliano en Porte de Vincennes heet sindsdien lijn 3a, en het gedeelte tussen Porte de Vincennes en Porte de La Chapelle lijn 3b. In Porte de Vincennes hebben beide lijnen hun eigen kopeindpunt gescheiden door een drukke verkeersweg. Bij de kruising van de Boulevard Davout met Cours de Vincennes zijn verbindingssporen aangelegd die niet voor de reizigersexploitatie worden gebruikt.

## Reizigersaantallen
Tijdens het eerste exploitatiejaar vervoerde de lijn 25 miljoen reizigers, gemiddeld 100.000 op een weekdag en 70.000 in het weekend. Deze aantallen bleven stijgen, in 2009 waren er 112.000 reizigers per weekdag waarmee de lijn qua reizigersaantallen de tweede tramlijn van Parijs is, lijn 1 had er 115.000 in 2009.
Ondertussen tonen recente tellingen aan dat de lijn nu al de drukste is van Parijs, begin 2011 kende de lijn 146.000 reizigers per weekdag.

## Bijzonderheden
- Lijn 3a rijdt ongeveer 700 m direct boven de metrolijn 7. Drie haltes van de tram, bij de Porte d'Italie , Porte de Choisy en de Porte d'Ivry worden bediend door én de tram én de metro.

## Exploitatie
Voor de dienstregeling worden 46 trams type Citadis 402 gebruikt, die worden gedeeld met lijn 3b. De trams zijn gebouwd door de Franse fabrikant Alstom. De trams zijn genummerd in de 300 serie, hebben een lengte van 43,7 m en een breedte van 2,65 m en kunnen 304 mensen vervoeren. In de spits rijden de trams elke 3-4 minuten, in de daluren elke 5 minuten.'s Avonds en in het weekend ligt de frequentie lager, met gemiddeld een tram elke 9 minuten. In de late avonduren (na 10 uur) rijden de trams om het kwartier.
De tramlijnen sluiten bij de eindpunten Porte de la Chapelle en Pont du Garigliano aan op de respectievelijke drukke ringbuslijnen PC3 en PC1. Tramlijn 3 vormt samen met de buslijnen PC1 en PC3 een complete ringlijn. De buslijn PC2 is vervangen door de tramlijnen.